# 飢餓遊戲：自由幻夢
《飢餓遊戲：自由幻夢》（英語：Mockingjay）是一本美國青少年冒險科幻小說，為小說家蘇珊·柯林斯創作。《飢餓遊戲：自由幻夢》是《飢餓遊戲三部曲》中的第三部曲。這本書在開賣首星期已賣出超過45萬本，不足兩年內單在美國就賣出900萬本。

## 本集主要角色
- 凱妮絲·艾佛丁（Katniss Everdeen）- 故事的女主角。
- 比德·梅爾拉克（Peeta Mellark）- 故事的男主角。
- 蓋爾·霍桑（Gale Hawthorne）- 故事的第二男主角。

## 改編電影
《飢餓遊戲：自由幻夢》被改編成電影，將分成上下兩集於2014年與2015年上映，由珍妮佛·勞倫斯、喬許·哈卻森和連恩·漢斯沃飾演凱妮絲、比德與蓋爾。

## 外部連結
- Suzanne Collins—Official Website（页面存档备份，存于）
- The Hunger Games trilogy on Scholastic （页面存档备份，存于）
- Mockingjay （页面存档备份，存于） at the Hunger Games Wiki.